# Isabel Albertina de Saxe-Hildburghausen
Isabel Albertina de Saxe-Hildburghausen (em alemão: Elisabeth Albertine von Sachsen-Hildburghausen; Hildburghausen, 4 de agosto de 1713 - Neustrelitz, 29 de junho de 1761) foi uma princesa-consorte de Mirow. Foi regente do seu filho mais velho após a morte do marido e mãe da rainha Carlota do Reino Unido.

## Biografia
Isabel Albertina era filha do duque Ernesto Frederico I, Duque de Saxe-Hildburghausen e da sua esposa, a condessa Sofia Albertina de Erbach-Erbach. A 5 de Fevereiro de 1735, Isabel casou-se com o duque Carlos Luís Frederico de Meclemburgo-Strelitz, príncipe de Mirow, filho mais novo de Adolfo Frederico II, Duque de Meclemburgo-Strelitz. O casal teve dez filhos.
Durante vários anos após a morte do marido em 1753, Isabel governou Meclemburgo-Strelitz como regente do seu filho Alberto Frederico IV de catorze anos sob a protecção do rei Jorge II da Grã-Bretanha.

## Descendência
1. Cristina de Meclemburgo-Strelitz (6 de dezembro de 1735 – 31 de agosto de 1794), morreu solteira e sem descendência.
2. Carolina de Meclemburgo-Strelitz (nascida e morta a 22 de dezembro de 1736)
3. Adolfo Frederico IV, Duque de Meclemburgo-Strelitz (5 de maio de 1738 – 2 de junho de 1794); morreu solteiro e sem descendência.
4. Isabel Cristina de Meclemburgo-Strelitz (13 de abril de 1739 – 9 de abril de 174]), morreu com dois anos de idade.
5. Sofia Luísa de Meclemburgo-Strelitz (16 de maio de 1740 – 31 de janeiro de 1742), morreu com dois anos de idade.
6. Carlos II, Grão-Duque de Meclemburgo-Strelitz (10 de outubro de 1741 – 6 de novembro de 1816), casado primeiro com a condessa Frederica de Hesse-Darmstadt; com descendência. Casado depois com a condessa Carlota Guilhermina de Hesse-Darmstadt; com descendência.
7. Ernesto de Meclemburgo-Strelitz (27 de agosto de 1742 – 27 de janeiro de 1814), casado com Mary Eleanor Bowes; com descendência.
8. Carlota de Meclemburgo-Strelitz (19 de maio de 1744 – 17 de novembro de 1818), casada com o rei Jorge III da Grã-Bretanha; com descendência.
9. Gotthelf de Meclemburgo-Strelitz (29 de outubro de 1745 – 31 de outubro de 1745), morreu com poucos dias de idade.
10. Jorge Augusto de Meclemburgo-Strelitz (16 de agosto de 1748 – 14 de novembro de 1785), oficial da Marinha Britânica; morreu solteiro e sem descendência.

## Genealogia
| Ernesto Frederico II, Duque de Saxe-Hildburghausen | Pai: Ernesto Frederico I, Duque de Saxe-Hildburghausen | Avô paterno: Ernesto, Duque de Saxe-Hildburghausen | Bisavô paterno: Ernesto I, Duque de Saxe-Gota                |
| Ernesto Frederico II, Duque de Saxe-Hildburghausen | Pai: Ernesto Frederico I, Duque de Saxe-Hildburghausen | Avô paterno: Ernesto, Duque de Saxe-Hildburghausen | Bisavó paterna: Isabel Sofia de Saxe-Altemburgo              |
| Ernesto Frederico II, Duque de Saxe-Hildburghausen | Pai: Ernesto Frederico I, Duque de Saxe-Hildburghausen | Avó paterna: Sofia de Waldeck                      | Bisavô paterno:' Jorge Frederico de Waldeck                  |
| Ernesto Frederico II, Duque de Saxe-Hildburghausen | Pai: Ernesto Frederico I, Duque de Saxe-Hildburghausen | Avó paterna: Sofia de Waldeck                      | Bisavó paterna: Isabel Carlota de Nassau-Siegen              |
| Ernesto Frederico II, Duque de Saxe-Hildburghausen | Mãe: Sofia Albertina de Erbach-Erbach                  | Avô materno: Jorge Luís I, Conde de Erbach-Erbach  | Bisavô materno: Jorge Alberto I, Conde de Erbach             |
| Ernesto Frederico II, Duque de Saxe-Hildburghausen | Mãe: Sofia Albertina de Erbach-Erbach                  | Avô materno: Jorge Luís I, Conde de Erbach-Erbach  | Bisavó materna: Isabel Doroteia de Hohenlohe-Schillingsfurst |
| Ernesto Frederico II, Duque de Saxe-Hildburghausen | Mãe: Sofia Albertina de Erbach-Erbach                  | Avó materna: Amália Catarina de Waldeck-Eisenberg  | Bisavô materno: Filipe de Waldeck-Eisenberg                  |
| Ernesto Frederico II, Duque de Saxe-Hildburghausen | Mãe: Sofia Albertina de Erbach-Erbach                  | Avó materna: Amália Catarina de Waldeck-Eisenberg  | Bisavó materna: Maria de Nassau-Siegen                       |